# 土佐発電所
土佐発電所（とさはつでんしょ）は、高知県高知市孕東町（はらみひがしまち）にある火力発電所。太平洋セメント土佐工場の敷地内にある。

## 概要
太平洋セメントが電力卸供給事業(IPP事業)として2003年1月に着工を開始。2005年4月1日に電源開発と共同事業化協定を締結し、電源開発と四国電力、太平洋セメントの3社が共同出資して設立した土佐発電株式会社が経営する発電所となり、同日に運転を開始したが、石炭価格高騰等により2025年3月末で事業を終了することが発表された

## 発電設備
1号機
定格出力：16.7万kW
契約最大出力：15万kW
使用燃料：石炭
営業運転開始：2005年4月1日